# Salamonia
Salamonia és una població dels Estats Units a l'estat d'Indiana. Segons el cens del 2000 tenia 158 habitants.

## Demografia
Segons el cens del 2000, Salamonia tenia 158 habitants, 57 habitatges, i 47 famílies. La densitat de població era de 164,9 habitants/km².
Dels 57 habitatges en un 43,9% hi vivien nens de menys de 18 anys, en un 71,9% hi vivien parelles casades, en un 10,5% dones solteres, i en un 15,8% no eren unitats familiars. En el 14% dels habitatges hi vivien persones soles el 7% de les quals corresponia a persones de 65 anys o més que vivien soles. El nombre mitjà de persones vivint en cada habitatge era de 2,77 i el nombre mitjà de persones que vivien en cada família era de 3,04.
Per edats la població es repartia de la següent manera: un 31,6% tenia menys de 18 anys, un 7% entre 18 i 24, un 29,7% entre 25 i 44, un 26,6% de 45 a 60 i un 5,1% 65 anys o més.
L'edat mediana era de 35 anys. Per cada 100 dones de 18 o més anys hi havia 92,9 homes.
La renda mediana per habitatge era de 36.458 $ i la renda mediana per família de 46.250 $. Els homes tenien una renda mediana de 30.313 $ mentre que les dones 25.313 $. La renda per capita de la població era d'11.734 $. Entorn del 16,2% de les famílies i el 16,1% de la població estaven per davall del llindar de pobresa.

## Poblacions més properes
El següent diagrama mostra les poblacions més properes.